# Öömrang

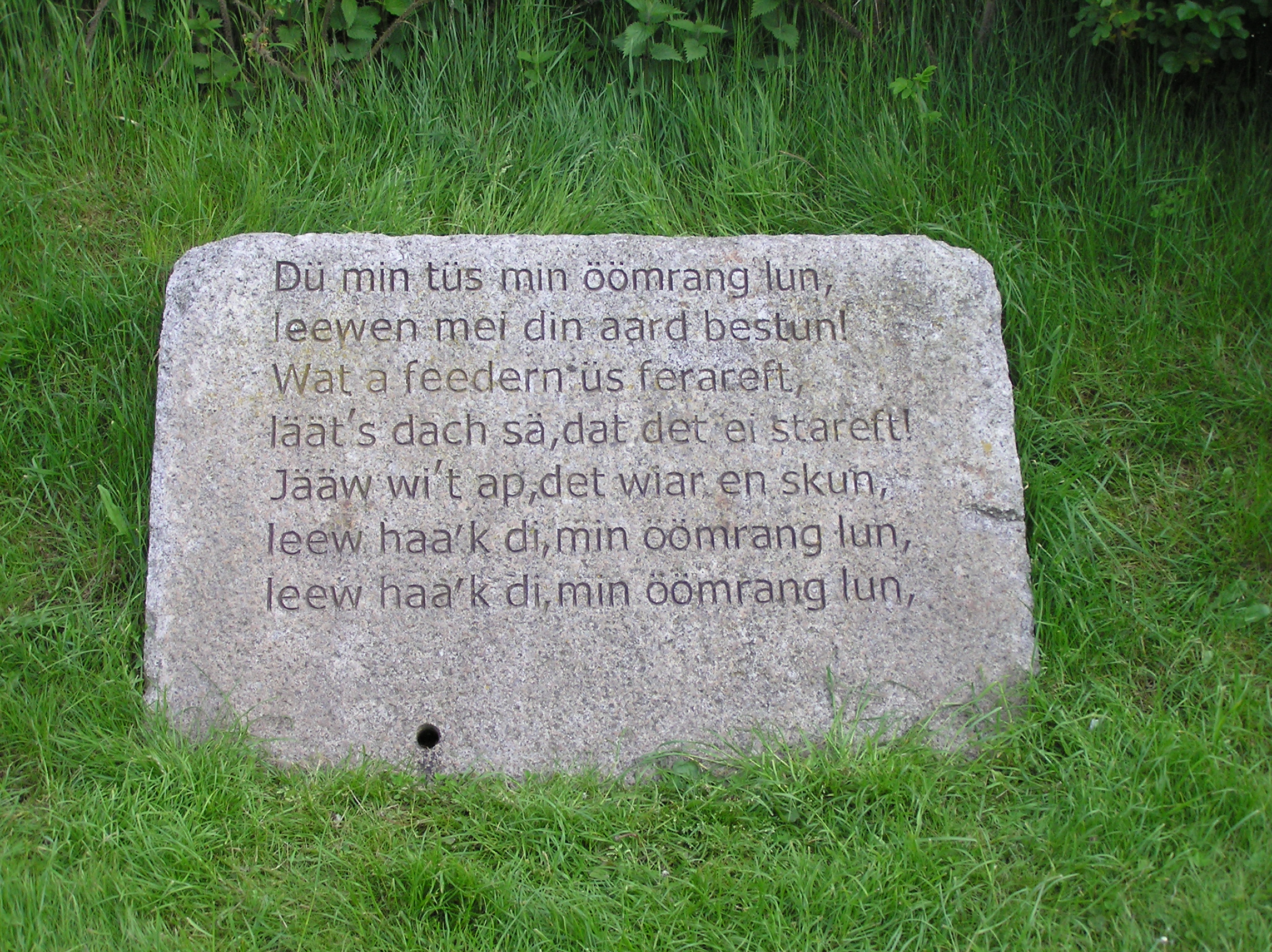
gedenksteen in Öömrang

Het Öömrang is de inheemse naam voor het Noord-Friese dialect dat gesproken wordt op het eiland Amrum (Noord-Fries: Oomram). Het is zeer nauw verwant aan het Fering, het dialect van Föhr (Fehr). Terwijl de andere eilanden en streken van Noord-Friesland dialecten hebben die onderling nauwelijks te verstaan zijn, beperken de verschillen tussen het Fering en het Öömrang zich tot enkele woorden en het accent waarmee woorden worden uitgesproken. Verder is ook het Sölring, het dialect van Sylt (Söl), er relatief sterk mee verwant; deze drie dialecten vormen samen het Eiland-Noord-Fries.
Het Öömrang is nog een relatief vitaal dialect, dat door zeker een derde van de bevolking gesproken wordt, ook nog wel door jongeren. Op de Amrumse volkshogeschool kan men cursussen Fries voor beginners en gevorderden nemen.